# Lipke Holthuis
Lipke Bijdeley Holthuis (Probolinggo (Oost-Java), 21 april 1921 - Leiden, 7 maart 2008) was een Nederlands zoöloog en carcinoloog. 

## Biografie
Holthuis werd geboren in Nederlands-Indië, waar zijn vader hoofd was van een school voor inlandse ambtenaren. Toen hij acht was keerde zijn gezin terug naar Nederland. Hij studeerde biologie aan de universiteit van Leiden en ging werken bij het Rijksmuseum van Natuurlijke Historie.
Zijn interesse ging uit naar de kreeftachtigen (Crustaceae). Na de Tweede Wereldoorlog promoveerde hij op een studie van de kreeften die waren verzameld tijdens de eerste Snellius-expeditie naar Nederlands-Indië in 1929-30. Hij werd assistent-conservator van de ongewervelden aan het museum en in 1950 conservator van de kreeftachtigen.
Holthuis was zeer productief op het gebied van de systematiek en taxonomie van de kreeftachtigen; hij heeft meer dan 400 taxa van kreeftachtigen beschreven die nieuw waren voor de wetenschap en hij was (mede-)auteur van meer dan 600 publicaties die samen bijna 13.000 pagina's tellen. Vele daarvan handelden over de naamgeving van dieren; Holthuis was lid van de International Commission on Zoological Nomenclature. Zelfs na zijn pensionering bleef hij actief.
Als eerbetoon zijn tientallen taxa naar hem genoemd, waaronder het krabbengeslacht Holthuisana en de garnalensoorten Caridina holthuisi, Alpheus holthuisi, Pseudoclimenes holthuisi, en Lipkemera.

## Publicatie over Holthuis
- (nl)  Alex Alsemgeest & Charles Fransen [et al.]: In krabbengang door kreeftenboeken. De Bibliotheca Carcinologica L.B. Holthuis. Leiden, Naturalis Biodiversity Center, 2016. ISBN 978-90-6519-013-0